# 포츠담 그리브니츠제역
포츠담 그리브니츠제역(Bahnhof Potsdam Griebnitzsee)은 포츠담 바벨스베르크에 있는 반제선과 베를린-마그데부르크선의 철도역이다. 바벨스베르크의 동쪽 끝에 있으며, 메디엔슈타트 바벨스베르크의 북동쪽, 그리브니츠호의 남쪽에 있다. 독일의 분단기에는 서베를린 방면 열차의 동독 측 국경역으로도 사용되었다. 현재는 S반과 RB 열차만 정차한다.
대합실 건물 동쪽의 변전소 건물에는 2016년까지 베를린 S반 박물관이 입주했다. 역 근처에는 포츠담 대학교 및 하소 플라트너 연구소가 위치해 있다.

## 역사

### 초기
노이바벨스베르크 지역의 주택지를 연결하는 목적으로 1874년 6월 1일에 베를린-마그데부르크선의 역으로 개업했다. 당초 개통 당시의 역명은 노이바벨스베르크역(Neubabelsberg)이었다. 최초로 사용했던 역사는 1873년 만국 박람회의 독일관(Deutsches Haus)으로 사용했던 목조 건축물을 해체 후 재건축한 것이었다. 현재의 역사는 1931년에 건설되었고 귄터 뤼티히(Günter Lüttich)가 설계했다. 1938년 4월 1일에는 근처에 있었던 우파의 촬영장에서 이름을 따서 바벨스베르크우파슈타트(Babelsberg-Ufastadt)로 개명되었다.
제2차 세계대전이 끝날 무렵에 텔토 운하를 가로지르는 콜하젠교가 폭파되면서 첼렌도르프와 바벨스베르크우파슈타트 사이의 S반 운행은 1945년 4월부터 1948년 6월 15일까지 중단되었다.

### 국경역

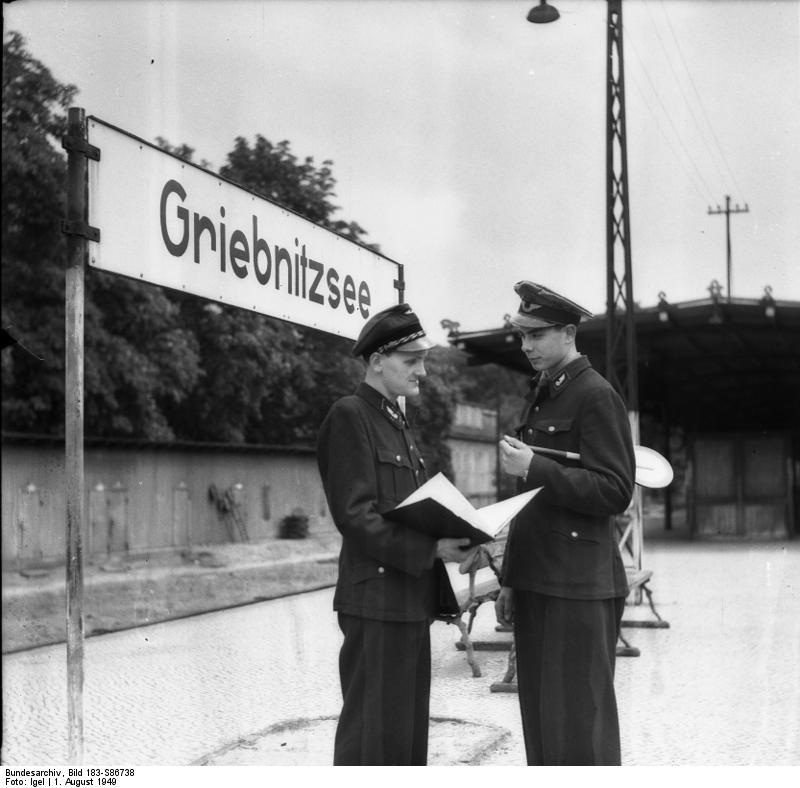
1949년

1949년에 현재의 역명인 그리브니츠제역으로 개칭되었다. 1952년부터 국경 검문소가 설치되었다. 1961년부터 1989년까지는 지역간 철도의 운행이 중단되었고 1990년까지 서베를린과 동독의 국경역으로 기능했다. 그러나 이 역에서 서베를린과 서독을 연결하는 열차에 탑승하거나 하차하는 것은 금지되어 있었다.
- 동서독간 열차 운행은 베를린 도심선을 경유했다. 후기에는 베를린 외곽순환선으로도 열차가 운행했고(예: 아헨-포츠담-괴를리츠, 뮌헨-라이프치히-포츠담-로스토크) 포츠담 그리브니츠제역으로는 서베를린 방면(반제, 동물원, 프리드리히슈트라세) 열차만 운행했다.
  - 슈반하이데/뷔헨(북부 독일, 함부르크 방면, 1976년까지)
  - 마리엔보른/헬름슈테트(하노버 방면)
  - 게르스퉁엔/베브라(헤센, 프랑크푸르트암마인, 자르브뤼켄 방면)
  - 프롭스첼라/루트비히스슈타트(남부 독일, 뉘른베르크, 뮌헨, 슈투트가르트 방면)
  - 구텐퓌르스트/호프(레겐스부르크, 뮌헨 방면, 1972년 10월 이후)
- 파리-바르샤바 등 국제선 열차는 헬름슈테트-베를린 구간에서 서독과 서베를린을 잇는 기능을 담당했다.

1961년 8월 13일에 베를린 장벽이 건설되기 전까지의 베를린 S반, 1990년 이후 지역간 열차로는 서베를린과 동독 사이를 왕래할 수 있었다. 1952년부터는 국경 통과를 위해서 허가가 필요했으며 서베를린 시민에게는 허용되지 않았다. 1953년부터 1958년(베를린 외곽순환선 완공)까지는 서베를린 구간을 무정차 통과하는 포츠담발 동베를린행 열차가 이 역을 경유하여 운행했다.
역의 위치가 서베를린과의 국경에서 가까웠기 때문에 주요 감시 대상이 되었다. 공화국탈주를 막기 위해서 역과 선로 주변도 감시되었다. 역 순찰조는 항상 경비견을 동반하여 차축 등 차량 하부에 숨어 있는 사람이 없는지를 감시했다. 초기에는 열차를 정차시키고 국경 검문을 진행했으며, 1972년 이후 서독과 서베를린간 열차에서는 동독 영내에서 동독 국경경찰이 탑승하여 국경 검문을 진행했다.
1962년 4월 18일에는 동독 인민군 군인 2명이 이 역을 통해서 동독을 탈주하려고 시도했다. 탈주 과정에서 총격전이 발생했으며, 탈주를 시도했던 페터 뵈메(Peter Böhme)와 동독 국경부대 소속 외르겐 슈미트헨(Jörgen Schmidtchen)이 사망했다. 다른 탈주자였던 볼프강 군델(Wolfgang Gundel)은 동독에 체포되어 슈타지에 구금되었다.

### 통일 이후
1990년부터 역 이용이 정상화되었다. 1992년 4월 1일부터 베를린 반제-포츠담간 S반 운행이 정상화되었고, 승강장 천장과 출입구가 새로 개설되었다. 2000년에는 450만 마르크 예산을 투입하여 역 대합실 개보수공사가 진행되었다.
현재의 역 이용객은 학생이 다수를 차지하고 있다. 역 근처에는 포츠담 대학교의 바벨스베르크 캠퍼스(법학, 경제학, 사회과학)가 위치해 있다. 이외에도 하소 플라트너 연구소, 바벨스베르크 영화 대학교도 있다. RB 21과 22 열차는 포츠담 대학교의 골름 캠퍼스 및 포츠담 상수시공원의 신궁(Neues Palais)에 있는 캠퍼스와도 연결된다.
2016년 이전까지는 단선 승강장만 설치되어 있었고, 베를린에서 포츠담 방면으로 진행하는 열차는 이 역에 정차하려면 평면교차로 진입해야 했기 때문에 모든 열차가 정차하지 못했다. 2013년에 반대쪽 승강장도 설치할 예정이었으나 2016년까지 공사가 지연되었다. 2016년 12월 시간표 개정부터 승강장 사용이 시작되었다. 건설 비용은 약 300만 유로이며, 승강장 길이는 140 m이며 엘리베이터가 설치되어 있다.
대합실 건물은 포츠담의 건축유산으로 지정되어 있다.

## 인접 철도역
RB 20/22 열차는 포츠담 골름역까지 복합 열차로 운행하며 그 이후부터 분리되어 운행한다.
| RB                              | RB    | RB                                       |
| ------------------------------- | ----- | ---------------------------------------- |
| 시·종착역                       | RB 20 | 포츠담 중앙역 오라니엔부르크 방면        |
| 시·종착역                       | RB 22 | 포츠담 중앙역 쾨니히스 부스터하우젠 방면 |
| 포츠담 중앙역 포츠담 골름 방면  | RB 23 | 베를린 반제 BER 공항 방면                |
| 베를린 S반                      |       |                                          |
| 바벨스베르크 포츠담 중앙역 방면 | S7    | 반제 아렌스펠데 방면                     |